# Estádio Newlands
O Estádio Newlands é um estádio construído para a prática de râguebi, na Cidade do Cabo, na África do Sul. Tem actualmente capacidade para 51 900 espectadores. 
Serve de sede de dois clubes da modalidade, os Stormers, que actuam na Super Rugby, e os Western Province, que actuam na Currie Cup.